# Casa Pere Prats
La casa Pere Prats era un edifici situat al carrer de Sant Pau, 85 del Raval de Barcelona, enderrocada pel PERI. Es tractava d'una construcció formada per dos cossos disposats al voltant d'un pati central: el que feia front al carrer (de planta baixa, tres pisos i golfes) destinat a habitatges, i el d'interior de la parcel·la (de planta baixa i dos pisos), que servia de fàbrica i magatzem.

## Història
El 1851, el comerciant Pere Prats i Baruta va demanar permís per a enderrocar l'antiga casa Sadurní (anomenada així per l'hortolà Sadurní Galí) al núm. 85 (antic 43) del carrer de Sant Pau i reconstruir-la de nova planta, segons el projecte de l'arquitecte Josep Oriol i Bernadet.

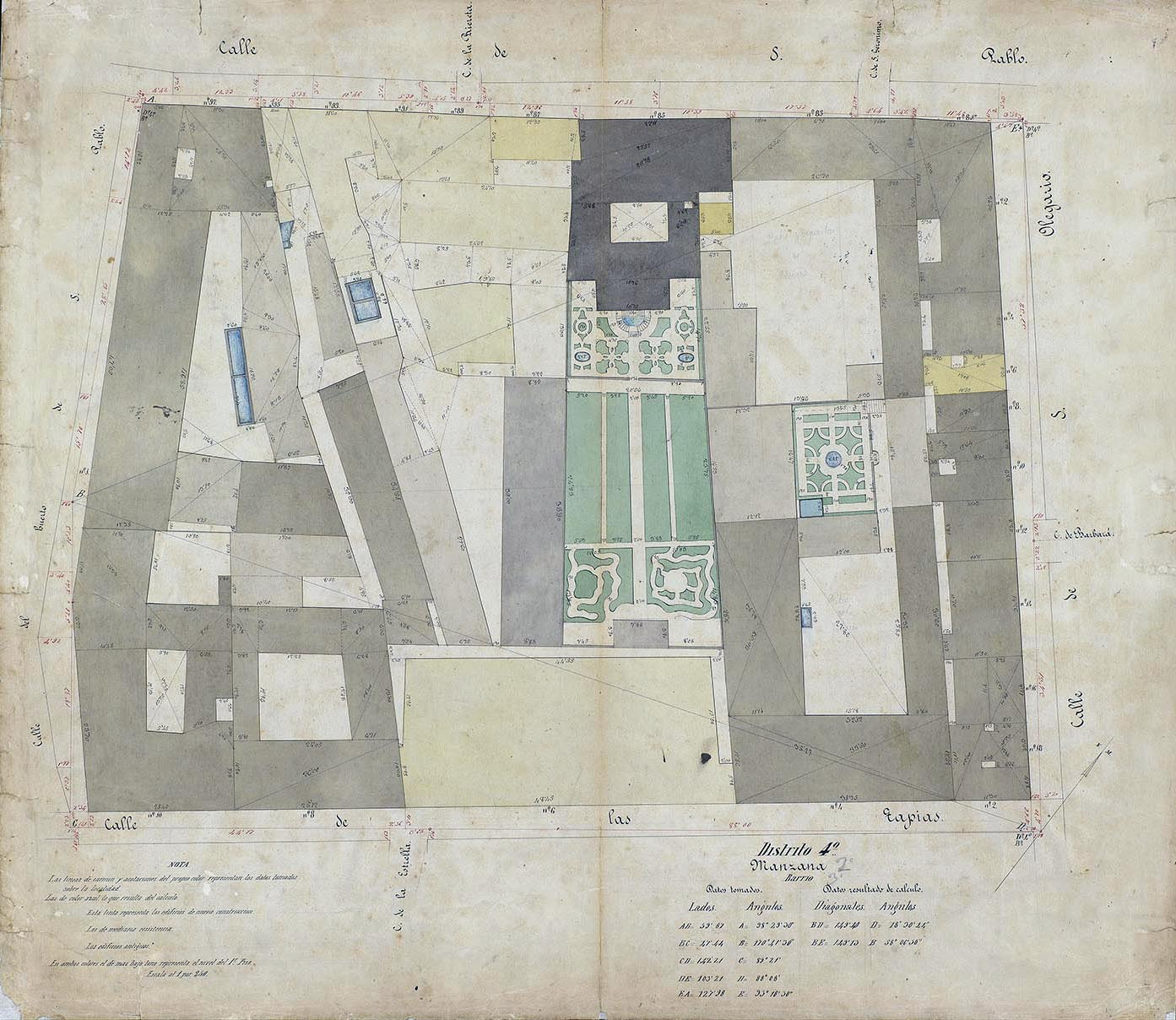
Quarteró núm. 89 de Garriga i Roca (c. 1860)

A la seva guia Barcelona en la mano (1895), Josep Roca i Roca explica que l'hereu Joan Prats i Rodés (1925-1895) hi tenia una gran col·lecció d'objectes de ceràmica i vidre: «Es una de las más notables que existen en España. Comprende un gran número de ejemplares de azulejos y platos mudéjares, piezas de mucho mérito italianas (Castelli, Péssaro, Venecia, Savona), francesas (Sèvres), alemanas (Delft) y españolas (Alcora). Selecta colección de ejemplares de vidrio.» A la seva mort, els seus béns van ser heretats per la seva germana Elvira, que atorgà plens poders al seu marit Domènec Vehil i Estrader.
El 1901 s'hi es va instal·lar la societat Gran Peña, que organitzava espectacles i activitats esportives, substituïda el 1911 pel «music-hall» Jardines Parisiana, que ocupava l'extens jardí de l'interior d'illa. L'any següent s'hi va construir el Cine Diana, que entre el 1977 i el 1978 va esdevenir teatre i ateneu popular sota el nom de Saló Diana.
Finalment, l'edifici va ser enderrocat cap al 1990, afectat pel PERI, i s'hi va construir el Poliesportiu del Raval, obra de l'arquitecte Jordi Farrando.